# 扼殺鎂光燈
《扼殺鎂光燈》（英语：Kill the Lights）是美国女歌手布兰妮·斯皮尔斯的一首歌曲，收录于她的第6张录音室专辑《妮裳马戏团》（Circus）中。《扼殺鎂光燈》是一首城市和舞蹈流行歌曲，由丹贾制作，歌词描述了歌手和狗仔队以及新闻媒体的关系，也说明了成名的代价。歌曲获得了乐评的好评，乐评称赞了本歌曲延续了歌曲《破碎的我》（Piece of Me）的未来派和性感，但批评了歌手的歌声被大量加工。
虽然歌曲未发行为单曲，但歌曲在美国《告示牌》未入百强单曲榜最高排位第11，并进入了百强流行榜和百强流行串流榜等其它分榜单。在加拿大热门数字单曲榜，歌曲最高排位第69。歌曲的音乐录像带由PUNY导演，以动画的形式发行，在动画中，布兰妮为了躲避狗仔队来到了外星球。《扼殺鎂光燈》被收录于布兰妮香水Circus Fantasy的宣传CD中，并成为了MTV真人实境秀《比佛利拜金女》的插曲。

## 榜单
| 榜单 （2008年）          | 最高 排位 |
| ------------------------ | --------- |
| 美国《告示牌》榜外單曲榜 | 11        |
| 美国《告示牌》百强流行榜 | 69        |